# Berthold Block

Berthold Block ist eine fette, serifenlose Schriftart. Auf den Markt gebracht wurde sie 1908 von dem Berliner Schriftgießerei-Unternehmen H. Berthold. Markante Erkennungszeichen sind ihre abgerundeten Formen, ihre hohe x-Höhe sowie eine Zeichen- und Schnitt-Ausstattung, welche das Absetzen mehrerer Zeilen im Blocksatz erleichterte. Als Schrift in diesem Segment avancierte sie seinerzeit zu einem kommerziellen Erfolg.

## Geschichte
Die Berthold Block wurde zu Anfang des 20. Jahrhunderts auf den Markt gebracht. Dahinterstehende Idee war, eine Akzidenzschrift zu erstellen, welche den Anzeigensatz-Erfordernissen möglichst umfassend entgegenkam. Das ursprüngliche Konzept – eine fette, mit optischer Präsenz aufwartende Auszeichnungsschrift – wurde in der Folge ausgeweitet auf unterschiedlich breite beziehungsweise schmale Varianten. Im Endeffekt sollte die Zurverfügungstellung dieser Varianten Blocksatz mit einer gefetteten Schriftart möglichst vereinfachen – darum auch der Name „Block“. Unter der Oberbezeichnung Reklameschrift Block brachte Berthold zwischen 1908 und 1927 sechs Varianten auf den Markt: fett (Bold), halbfett (Regular), mager (light), schmal (Condensed), schwer (Heavy) und eng (Compressed). Entwerfer war Berthold-Chefdesigner Hermann Hoffmann; zumindest die Light-Variante wird heute allerdings dem Grafiker Louis Oppenheim zugeschrieben.
Aufgrund ihres Erfolgs wurden die jeweiligen Schnitte bald auch durch Kursiv-Formen ergänzt; hinzu kamen Varianten in kyrillischer Schrift, Spezialanfertigungen in Form von Stahl- und Holzlettern sowie weitere Schnitte. Eine weniger fette Variante wurde später als Seitenableger vermarktet – die Berliner Grotesk. Im ersten Drittel des 20. Jahrhunderts war die Berthold Block eine kommerziell erfolgreiche Schrift, in der Folgezeit wurde sie von modernen Serifenlosen wie beispielsweise der Futura allmählich in den Hintergrund gedrängt. Für Irritationen sorgte zusätzlich der Umstand, dass Berthold weitere Schriften aus seiner Hausproduktion mit dem werbeträchtigen Etikett „Block“ belegte – so etwa die Block-Fraktur und die Block-Signal: Beide – die so mit Namen versehene Frakturschrift ebenso wie die Reklame-Schreibschrift Signal, bei der Berthold zudem nur einen Schnitt mit der Zusatzbezeichnung „Block“ belegte – hatten mit der serifenlosen Original-Block kaum etwas gemeinsam. Auf der anderen Seite imprägnierten andere Schrifthersteller ebenfalls Schriften mit dem zusätzlichen Etikett „Block“. Beispiele: Werbeblock, Lichte Block und Neue Block.
Digital ist die Berthold Block bei unterschiedlichen Herstellern verfügbar. Die Original-Berthold Block ist heute – wie die meisten Berthold-Schriften – Bestandteil der Monotype Library. Als Schrift-Klassiker ist sie auch in den Libraries anderer Schriftanbieter mit enthalten. Die Berliner Grotesk wurde 1973 von Erik Spiekermann relauncht und ist heute in drei Schnitten verfügbar. Die Berthold Block verfügt über insgesamt neun Schnitte – darunter drei Kursivschnitte.
Mit Blick auf das typografische Kulturerbe starteten das Deutsche Technikmuseum Berlin, die Erik Spiekermann Foundation sowie die Kunstbibliothek der Staatlichen Museen zu Berlin Anfang der 2020er-Jahre ein Projekt mit dem Ziel, fünf ausgewählte Berthold-Schriften – Akzidenz Grotesk, Block, Berliner Grotesk, Lo-Schrift und Fanfare – neu zu digitalisieren und als Open-Source-Content zur Verfügung zu stellen. Das Projekt beinhaltet einerseits das Sammeln alter Schriftproben, andererseits die Aufbereitung der angeführten Schriften für den Computersatz.

## Stil und Verwendung
Stilistisch lässt sich die Berthold Block der Älteren Grotesk zuordnen – jener Art Groteskschriften, die im 19. Jahrhundert entstanden und um sowie nach der Wende zum 20. eine breitere Verwendung fanden. Besonderheit der Berthold Block sind zum einen die unregelmäßig-roh gehaltenen Zeichenformen. In Kombination mit den abgerundeten Ecken vermittelt sie einen unperfekten Eindruck, der jedoch gerade deswegen durchaus eine ansprechende Wirkung vermittelt. Optische Präsenz wird erzielt durch die hoch angesetzte x-Höhe – ein Effekt, der auch in kleinen Schriftgraden eine vergleichsweise gute Lesbarkeit garantiert.
Als Grotesk-Klassiker mit Retro-Charme kam die Berthold Block vor allem bei Buch- sowie LP/CD-Covergestaltungen regelmäßig zum Einsatz. Die Schriften-Archivseite Fonts in Use führte Anfang 2024 über 50 Verwendungsbeispiele auf. Eine davon war eine französische Plakatgestaltung aus dem Jahr 1997, deren Thema die Historie von Plakatschriften war. In der Populärkultur wohl am geläufigsten sind die Cover-Schriftzüge des (mittlerweile nicht mehr existenten) März-Verlags, für deren Design Verleger Jörg Schröder verantwortlich zeichnete. Zu den neueren Verwendungsbeispielen zählt die Gestaltung des Slogans „Je suis Charlie“, der infolge des islamistischen Anschlags auf das Pariser Redaktionsbüro des Satire-Magazins Charlie Hebdo weite Verbreitung erfuhr.

Verwendungsbeispiele
Firmenschriftzug der Baumarktgruppe Praktiker
Logo der Zeitschrift Charlie Hebdo
Solidaritätssymbol mit den Opfern des Anschlags auf Charlie Hebdo
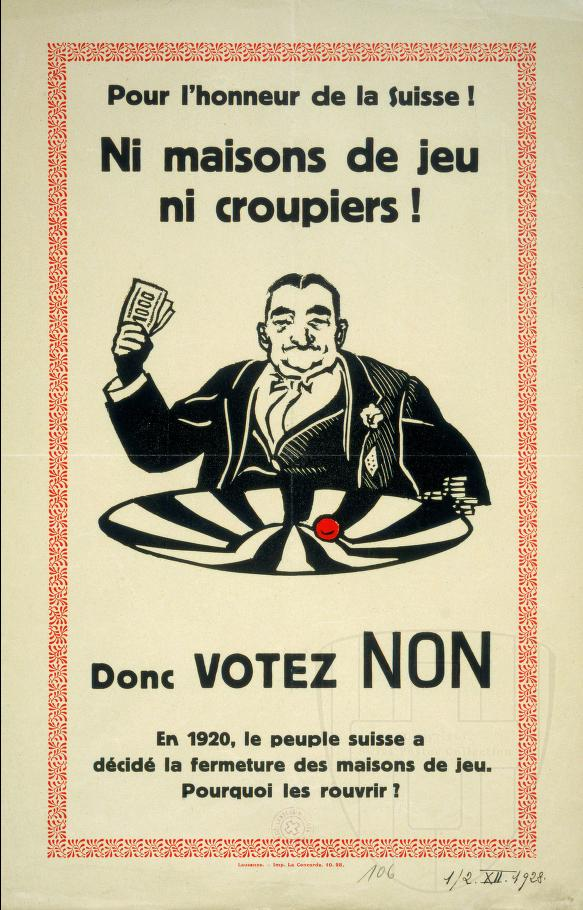
Wahlplakat aus der Schweiz aus dem Jahr 1928
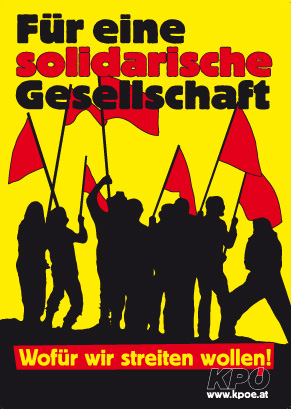
Wahlplakat der Kommunistischen Partei Österreichs aus dem Jahr 2011